# Алан До Марколіно
Алан До Марколіно (фр. Alan Do Marcolino, нар. 19 березня 2002, Лібревіль) — габонський футболіст, нападник французького клубу «Ренн», який грає в оренді в клубі «Кевії», а також національної збірної Габону.

## Клубна кар'єра
Алан До Марколіно народився 2002 року в Лібревілі в сім'ї габонського футболіста Фабріса До Марколіно. Розпочав займатися футболом у юнацькій команді французького клубу «Лаваль», пізніше перейшов до юнацької команди клубу «Ренн». Виступи на футбольних полях розпочав у 2020 році в складі клубу «Ренн», проте в основній команді клубу дебютував лише на початку 2023 року, до цього граючи лише за фарм-клуб. З 2023 року габонський футболіст грає в оренді в іншому французькому клубі «Кевії».

## Виступи за збірну
У 2022 році Алан До Марколіно дебютував в офіційних матчах у складі національної збірної Габону в матчі проти збірної Демократичної Республіки Конго з футболу у кваліфікації Кубка африканських націй 2023 року.
| Дата     | Місто   | Господарі | Результат | Гості | Турнір                                  | Голи | Примітки |
| -------- | ------- | --------- | --------- | ----- | --------------------------------------- | ---- | -------- |
| 4-6-2022 | Кіншаса | ДР Конго  | 0 – 1     | Габон | Відбір до Кубка африканських націй 2023 | -    | 90+5'    |
| Усього   |         | Матчів    | 1         |       | Голів                                   | 0    |          |